# سند هیلز (اوکلاهما)
سند هیلز (به انگلیسی: Sand Hills) یک منطقهٔ مسکونی در ایالات متحده آمریکا است که در شهرستان ماسکووگی، اکلاهما واقع شده‌است. سند هیلز ۱۹٫۸ کیلومتر مربع مساحت و ۴۲۲ نفر جمعیت دارد.